# Maria Such Palomares
Maria Such Palomares (València, 23 de juny de 1990), advocada. Estudià dret i ciències polítiques a la Universitat de València, també és Màster en Advocacia, i de Contractació Pública i Compliance, així com també ha cursat altres formacions d'experta en família i violència de gènere.
L'any 2004 s'afilià a Joves Socialistes del País Valencià, i en 2013 passà a formar part de l'executiva nacional. En 2015 fou elegida per unanimitat Secretària General de Joves Socialistes de la Ribera del Xúquer on va crear i constituir un òrgan anomenat Consell Comarcal, on es reunia amb els regidors socialistes menors de 31 anys tant de la Ribera Alta com de la Ribera Baixa.
Durant les eleccions generals de desembre i juny del 2016, formà part de la llista electoral del PSPV-PSOE per la circumscripció de València representant la tercera posició, sortint elegida com a la diputada més jove al Congrés dels diputats durant les legislatura XI i XII. Va formar part de la mesa d'edat en ambdues ocasions. Fou Vicesecretària de Joves Socialistes d'Espanya (JSE).
En agost de 2016 deixà l'escó de diputada i s'incorporà al govern de la Generalitat Valenciana com a Directora General de l'Institut Valencià de les Dones, fins a julio de 2023.
Des d'aleshores, exerceix l'advocacia al despatx www.triangleadvocacia.es.